# Ikiteru Ikiteku
"Ikiteru ikiteku"（いきてるいきてく) là đĩa đơn thứ 28 của Fukuyama Masaharu. Bài hát được phát hành vào ngày 28 tháng 3 năm 2012.

## Nhạc sĩ
- Vocal & Guitar: Fukuyama Masaharu
- Keyboards: Inoue Akira
- Drum: Tsuruya Tomo'o
- Bass: Takamizu Kenji
- Guitar & Pedal Steel Guitar: Kon Tsuyoshi
- Guitar: Ogura Hirokazu
- Percussion: Mataro
- Trumpet: Nishimura Koji
- Tenor Saxophone: Yamamoto Takuo
- Baritone Saxophone: Takeno Masakuni
- Tuba: Sato Kiyoshi

Around the world
- Vocal & Guitar: Fukuyama Masaharu
- Keyboards: Inoue Akira
- Drums: Yamaki Hideo
- Bass: Mikuzuki Chiharu
- Guitar: Kon Tsuyoshi

Dear Live at Pacifico Yokohama, Dec 31, 2011
- Vocal & Guitar: Fukuyama Masaharu
- Keyboards: Inoue Akira
- Drums: Yamaki Hideo
- Bass: Takamizu Kenji
- Guitar: Kon Tsuyoshi / Ogura Hirokazu
- Percussion: Mataro
- Violin: Kinbara Chieko
- Baritone Saxophone: Yoshida Osamu
- Chorus: Fuchigami Yoshito / Tsubokura Yuiko / Tiger

## Đĩa đơn DVD『「Ikiteru ikiteku」TV ver. with Miyabiaki & Fukurajo 』
「Ikiteru ikiteku」TV ver. with Miyabiaki & Fukurajo là đĩa đơn DVD của Fukuyama Masaharu. Nó được phát hành có hạn vào ngày 22 tháng 2, 2012. Sản xuất bởi  Universal J.

### Bình luận
Ngày 3 tháng 3 năm 2012 bài hát được phát hành trong phim Doraemon: Nobita và hòn đảo diệu kì - Hành trình muông thú của Toho.
Bài hát cũng được sử dụng trong loạt phim Doraemon 2005 và được phát hành trong bản đặc biệt ngày 3 tháng 2 năm 2012。
Giá bán của bài hát là 525 Yên và một phần doanh thu DVD được quyên góp vào "Quỹ Doraemon".